# Франкоальбертцы

Флаг франкоальбертцев

Франкоальбертцы (фр. franco-albertain) — франкоязычное население канадской провинции Альберта. До конца XIX века франкоязычное население преобладало в составе населения Альберты, однако экономический бум постепенно привёл к полному доминированию английского языка в провинции.
В столице провинции, городе Эдмонтон, франкофоны сосредоточены в районе Бонни-Дун (Bonnie Doon). По всей территории провинции существуют места концентрации франкофонного населения в таких коммунах, как Боннивиль, Пламондон (англ.), Сен-Поль (англ.), северная и северно-центральная часть Альберты, Сен-Изидор, региональный муниципалитет Смоки-Ривер № 130 (англ., включающий города Фалье (Falher), Доннелли, Макленнан и Жирувиль) на северо-западе Альберты.
В Эдмонтоне существуют два франкофонных театра: L’Unithéâtre и Société de Théâtre. Центр изобразительных искусств Альберты (Centre d’arts visuels de l’Alberta) является местом, где часто проводят выставки и мероприятия франкофонные художники и ремесленники. Также проводится ежегодный фестиваль франкоальбертской культуры.